# Villa rustica (Truchtlaching)
Die Villa rustica auf der Gemarkung von Truchtlaching, einem Gemeindeteil von Seeon-Seebruck im oberbayerischen Landkreis Traunstein, wurde circa 1000 Meter westlich der Ortsmitte von Döging entdeckt. Die Villa rustica der römischen Kaiserzeit ist ein geschütztes Bodendenkmal mit der nummer D-1-8040-0109.
Im Jahr 1990 wurden Kettenteile, Nägel, Messer, Münzen und Keramik gefunden.